# Uszinci
Uszinci (bułg. Ушинци) – wieś w Bułgarii, w obwodzie Razgrad, w gminie Razgrad. W 2023 roku liczyła 251 mieszkańców.